# Charles-Joseph Panckoucke

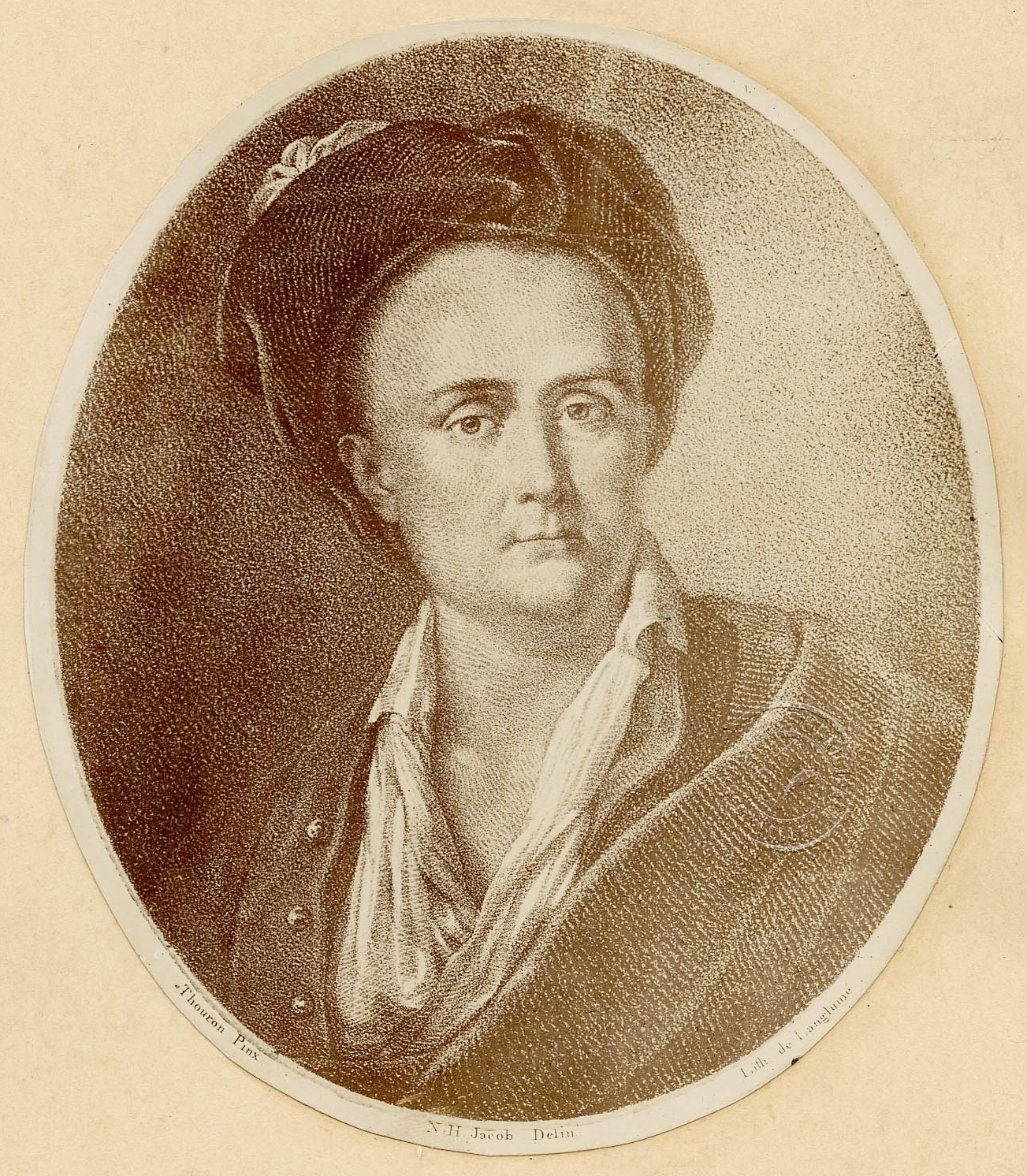
Charles-Joseph Panckoucke

Charles-Joseph Panckoucke (Lilla, 26 novembre 1736 – Parigi, 19 dicembre 1798) è stato uno scrittore e editore francese.

## Biografia
Figlio di André Joseph Panckoucke (1700-1753), anch'egli scrittore ed editore, Charles-Joseph si trasferì a Parigi nel 1754. Fu lui a suggerire a Diderot di dare un seguito all′Encyclopédie nel 1769, ma questo progetto abortì. Panckoucke ottenne tuttavia una licenza per far pubblicare un supplemento nel 1775 che apparve in quattro volumi nel 1776 e 1777.
Pancoucke fece anche pubblicare in due volumi l'indice dell′Enciclopédie, questi volumi furono preparati da Pierre Mouchon e pubblicati nel 1780.
Tuttavia la grande opera di Panckoucke resta l′Enciclopédie méthodique (Enciclopedia metodica), una nuova Enciclopedia organizzata per soggetto invece che in ordine alfabetico. Ricevette un'autorizzazione a pubblicarla nel 1780 e fece apparire il suo primo prospetto pubblicitario nel 1782. Questa immensa opera in 166 volumi continuò ad essere ampliata fino al 1832, poiché la figlia Thérèse-Charlotte Agasse, vedova del suo socio Henri Agasse, continuò a curarne la pubblicazione. Il Tableau encyclopédique et méthodique des troi regnes de la nature (Quadro enciclopedico e metodologico dei tre regni della natura) è una parte dedicata alla storia naturale che apparve individualmente.
Panckoucke fu anche l'editore di due celebri riviste, il Mercure de France e il Le Moniteur Universel, che fondò nel novembre 1789.
Giocò un ruolo importante nella diffusione della cultura nel corso del XVIII secolo. Amico personale di grandi filosofi e intellettuali del suo secolo, divenne libraio-editore ufficiale dell′Inprimerie Royale (Stamperia Reale) e dell'Accademia Reale delle Scienze, ed una figura imprescindibile dell'editoria, in qualche senso uno dei primi magnati della stampa.
Sua sorella Amélie Panckoucke era una scrittrice e celebre mecenate di salotti letterari. Anche suo figlio Charles-Luois-Fleury Panckoucke fu ugualmente scrittore e noto editore